# Norma lingüística
Una norma lingüística es una convención social en el uso deseable de una determinada lengua, especialmente de una lengua estándar. La forma más conocida de norma lingüística, pero no la única, es la lengua prescriptiva o normativa. Eugenio Coseriu le da un significado distinto, al considerarla el plano de abstracción lingüística situado entre el sistema y el habla, términos que ya había propuesto Ferdinand de Saussure. Esa norma serían las realizaciones prototípicas en el caso de la fonética (alófonos) o las construcciones gramaticales estándar.
Una posible definición de norma lingüística: «todo aquello fijado social o tradicionalmente en la técnica del habla», o bien el «conjunto formalizado de las realizaciones tradicionales del sistema», que abarca todo lo ya existente, lo ya realizado en la comunidad lingüística.